# I Don't Belong in This Club
I Don't Belong in This Club è un singolo della boy band statunitense Why Don't We con la collaborazione del rapper Macklemore, pubblicato il 20 marzo 2019.

## Tracce
1. I Don't Belong in This Club – 3:42

## Classifiche
| Classifica (2019) | Posizione massima |
| ----------------- | ----------------- |
| Irlanda           | 63                |
| Nuova Zelanda     | 25                |
| Svezia            | 87                |